# Polyphaenis meanochrata
Polyphaenis meanochrata là một loài bướm đêm trong họ Noctuidae.